# Damiano Pippi
Damiano Pippi (né le 23 août 1971 à Castiglione del Lago) est un joueur de volley-ball italien. Il mesure 1,94 m et joue libero. Il totalise 227 sélections en équipe nationale d'Italie.

## Clubs
| Club           | Pays   | De        | À         |
| -------------- | ------ | --------- | --------- |
| Spolète        | Italie | 1987-1988 | 1989-1990 |
| Modène         | Italie | 1990-1991 | 1993-1994 |
| Montichiari    | Italie | 1994-1995 | 1994-1995 |
| Padoue         | Italie | 1995-1996 | 1997-1998 |
| Sisley Trévise | Italie | 1998-1999 | 1999-2000 |
| Modène         | Italie | 2000-2001 | …         |

## Palmarès
- En club
  - Championnat d'Italie : 1999, 2002
  - Coppa Italia : 2000
  - Ligue des champions : 1999
  - Coupe de la CEV : 1993
  - Supercoupe d'Europe : 1999

- En équipe nationale d'Italie
  - Championnat du monde : 1994
  - Championnat d'Europe : 1993, 2003
  - World Grand Champions Cup : 1993
  - Ligue mondiale : 1994, 1995, 1997
  - Coupe du monde : 1993
  - World Super Four : 1994